# Баскаков Михайло Іванович
Михайло Іванович Баскаков (21 листопада 1905, місто Москва, тепер Російська Федерація — 18 жовтня 1968, місто Москва, Російська Федерація) — радянський діяч органів державної безпеки, генерал-майор. Депутат Верховної Ради СРСР 2—4-го скликань.

## Біографія
Немовлям підібраний у Москві та переданий до дитячого будинку, його справжнє ім'я та прізвище встановлені не були. З дитячого будинку взятий на виховання до родини Баскакових, в село Павловка Гжатського повіту Смоленської губернії. Прийомний батько працював робітником залізниці, помер у 1918 році; прийомна мати була селянкою.
У 1917 році Михайло Баскаков закінчив 4 класи земської школи села Ворське Гжатського повіту.
У квітні 1918 — червні 1923 року — учень, слюсар Ворського лісопильного заводу Гжатського повіту. Отримавши в 1923 році травму руки, повернувся до рідного села.
З червня 1923 до січня 1924 року працював у господарстві прийомної матері Баскакової в селі Павловка Гжатського повіту.
У січні 1924 — листопаді 1925 року — кочегар, машиніст Ворського лісопильного заводу Гжатського повіту. У 1924 році вступив до комсомолу.
У листопаді 1925 — вересні 1926 року — голова Ворської сільської ради Гжатського повіту Смоленської губернії та секретар сільської комсомольської організації.
Член ВКП(б) з 1926 року.
У вересні 1926 — жовтні 1927 року — член правління кредитного сільськогосподарського товариства села Івакіно Гжатського повіту.
У жовтні 1927 — жовтні 1928 року — в Червоній армії: навчався в полковій школі, був відповідальним організатором бюро ВЛКСМ 85-го стрілецького полку.
У жовтні 1928 — грудні 1929 року — представник Московського комітету ВЛКСМ у Москредпромспілці.
У грудні 1929 — травні 1930 року — секретар осередку ВКП(б) Мособлдрукспілки.
У травні 1930 — березні 1933 року — студент Інституту сходознавства імені Наріманова при ЦВК СРСР, закінчив два курси за спеціальністю «економіст зовнішньої торгівлі».
У березні — серпні 1933 року — співробітник секретно-політичного відділу ДПУ Азербайджанської РСР у місті Баку.
У серпні 1933 — липні 1934 року — уповноважений 3-го відділення секретно-політичного відділу ОДПУ СРСР. У липні 1934 — червні 1935 року — уповноважений 3-го відділення секретно-політичного відділу ГУДБ НКВС СРСР.
З 23 червня 1935 до 1936 року — помічник оперативного уповноваженого 8-го відділення секретно-політичного відділу ГУДБ НКВС СРСР.
З 1937 до лютого 1938 року — оперативний уповноважений 7-го відділення 4-го відділу ГУДБ НКВС СРСР. 1 лютого — 28 липня 1938 року — помічник начальника 7-го відділення 4-го відділу ГУДБ НКВС СРСР.
28 липня — 29 грудня 1938 року — заступник народного комісара внутрішніх справ Карельської АРСР.
29 грудня 1938 — 26 лютого 1941 року — народний комісар внутрішніх справ Карельської АРСР (з березня 1940 року — Карело-Фінської РСР).
26 лютого — 31 липня 1941 року — народний комісар державної безпеки Карело-Фінської РСР.
31 липня 1941 — 7 травня 1943 року — народний комісар внутрішніх справ Карело-Фінської РСР.
7 травня — 31 липня 1943 року — народний комісар державної безпеки Карело-Фінської РСР.
31 липня 1943 — 4 червня 1946 року — начальник Управління НКДБ по Горьковській області.
4 червня 1946 — 3 січня 1951 року — міністр державної безпеки Узбецької РСР.
3 січня 1951 — 6 лютого 1952 року — начальник Управління МДБ по Хабаровському краю.
6 лютого 1952 — 16 березня 1953 року — міністр державної безпеки Білоруської РСР.
16 березня — 9 червня 1953 року — міністр внутрішніх справ Білоруської РСР.
21 липня 1953 — 24 лютого 1958 року — міністр внутрішніх справ Білоруської РСР.
У лютому 1958 року звільнений у відставку через хворобу.
У 1958—1965 роках — заступник директора готелю «Будапешт» у Москві, заступник директора Всесоюзного науково-дослідного інституту радіо та телебачення.
З вересня 1965 року працював у Міністерстві будівництва РРФСР заступником начальника Головного управління будівництва по Західно-Сибірському економічному району.
Помер 18 жовтня 1968 року в Москві. Похований на Новодівочому цвинтарі в Москві.

## Звання
- молодший лейтенант державної безпеки (8.12.1935)
- лейтенант державної безпеки (5.11.1937)
- капітан державної безпеки (17.01.1939)
- майор державної безпеки (14.03.1940)
- комісар державної безпеки (14.02.1943)
- генерал-майор (9.07.1945)

## Нагороди
- орден Леніна (16.01.1950)
- орден Червоного Прапора (20.09.1943)
- орден Трудового Червоного Прапора (30.12.1942)
- три ордени Червоної Зірки (26.04.1940, 6.02.1947,)
- медаль «За бойові заслуги»
- медаль «Партизанові Вітчизняної війни» 1-го ст.
- медаль «За оборону Радянського Заполяр'я»
- медаль «За перемогу над Німеччиною у Великій Вітчизняній війні 1941—1945 рр.» (1945)
- медалі
- знак «Заслужений працівник НКВС» (4.02.1942)